# Timo Kotipelto
Timo Kotipelto född 15 mars 1969 i Lappajärvi i Finland, är sångare i finska power metal-bandet Stratovarius sedan 1994. Han har ett eget soloband (Kotipelto) där bland annat Jari Kainulainen (ex-Stratovarius) och Janne Warman (Children of Bodom) spelat. Tillsammans med Jani Liimatainen, (ex-Sonata Arctica) har han bandet Cain's Offering.

## Diskografi

### Stratovarius

#### Studioalbum
- Fourth Dimension (1995)
- Episode (1996)
- Visions (1997)
- Destiny (1998)
- Infinite (2000)
- Elements Part 1 (2003)
- Elements Part 2 (2003)
- Stratovarius (2005)
- Polaris (2009)
- Elysium (2011)
- Nemesis (2013)
- Eternal (2015)
- Survive (2022)

#### Livealbum
- Visions of Europe (1998)
- Polaris - Live (2010)
- Under Flaming Winter Skies - Live in Tampere (2012)

#### Samlingsalbum
- The Past and Now (1997)
- The Chosen Ones (1999)
- 14 Diamonds (2000)
- Intermission (2001)
- Elements Pt.1 / Elements Pt.2 - Double Edition (2005)
- Black Diamond: The Anthology (2006)
- Infinite + Intermission (2012)
- Elements Pt. 1 & 2 (2014)
- Best Of (2016)
- Enigma: Intermission II (2018)

### Kotipelto

#### Studioalbum
- Waiting for the Dawn (2002)
- Coldness (2004)
- Serenity (2007)

#### Singlar
- "Beginning" (2002)
- "Reasons" (2004)
- "Take Me Away" (2004)
- "Sleep Well" (2007)

### Monstervision Freakshow

#### Singlar
- "Welcome to Hellsinki" (2007)

### Cain's Offering

#### Studioalbum
- Gather the Faithful (2009)
- Stormcrow (2015)

### Kotipelto/Liimatainen

#### Studioalbum
- Blackoustic (2012)

### Tuska20

#### Singlar
- "The Anniversary Song" (2017)

### Filthy Asses

#### EP
- Have No Fear (1991)

### Gästframträdanden och annat arbete
- Tarot - For the Glory of Nothing (1998) - backing gästsång på "Warhead" och "Beyond Troy"
- TunnelVision - While the World Awaits (1999) - backsång
- Ayreon - The Universal Migrator Part II: Flight of the Migrator (2000) - gästsång på "Out of the White Hole (M31 / Planet Y / The Search Continues)"
- Warmen - Beyond Abilities (2001) - gästsång på "Spark" och "Singer's Choice"
- Thunderstone - Tools of Destruction (2005) - backsång
- Warmen - Accept the Fact (2005) - gästsång på "Invisible Power" och "Puppet"
- Fratres - Self-titled album (2006) - gästlåtskrivare på "The Abyss Of Your Eyes"
- Revolution Renaissance - New Era (2008) - gästsång på "Glorious and Divine (Stratovarius Demo)"
- Warmen - Japanese Hospitality (2009) - gästsång på "Eye of the Storm"
- Revolution Renaissance - EP (2010) - gästsång på "Last Night on Earth", Revolution Renaissance" och "Heroes"
- Amberian Dawn - Circus Black (2012) - gästsång på "Cold Kiss"
- Sonata Arctica - Stones Grow Her Name (2012) - ytterligare gästsång på "Only the Broken Hearts (Make You Beautiful)", "Shitload of Money", "I Have a Right", "Alone in Heaven"
- SoulSpell - The Second Big Bang (2017) - gästsång på "The Second Big Bang", The End You'll Only Know at the End", och Alexandria (Apocalypse version)"
- Eläkeläiset - Humppa of Finland (2017) - triangel
- Tarja - Feliz Navidad (Barbuda Relief and Charity version) (Single) (2017)
- Hevisaurus - Bändikouluun! (2019) - gästsång på "100"
- Infidel Rising - The Chronicles Of Inspiration Vol. I (2021) - gästlåtskrivare på "High & Low"
- Jani Liimatainen - My Father's Son (2022) - gästsång på "Who Are We" och "Into the Fray"